# Lefolyástalan medence

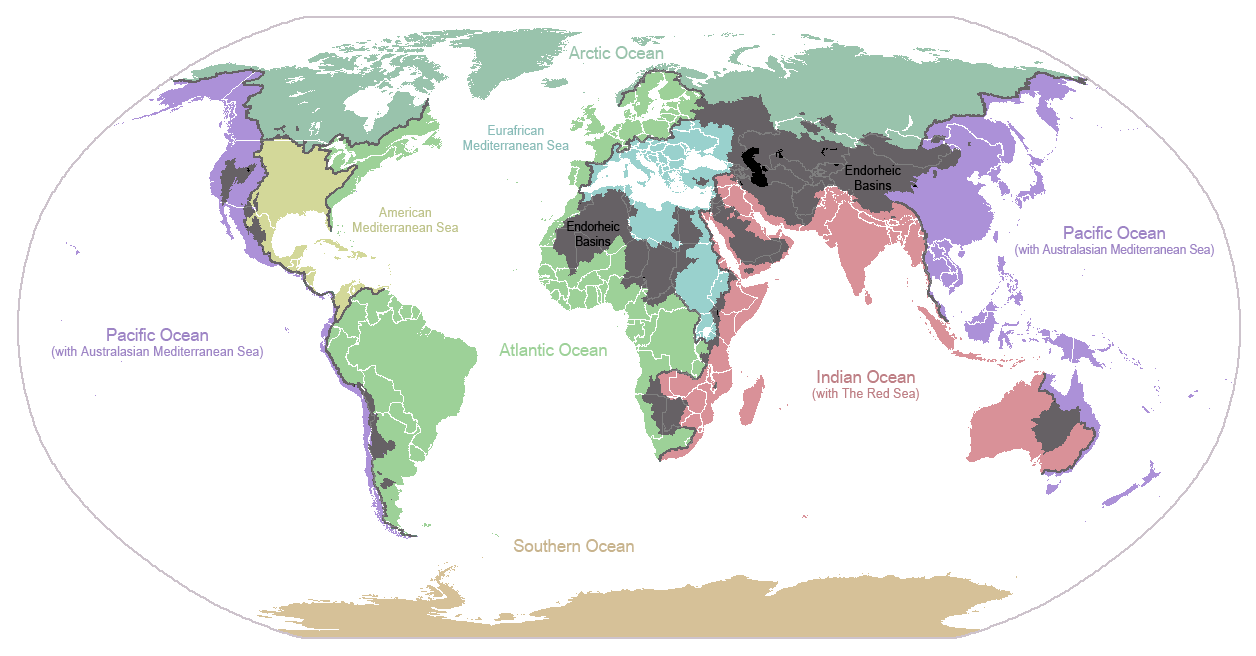
Az óceánok és vízgyűjtő területeik. Sötétszürke: lefolyástalan medencék, fekete: lefolyástalan tavak.

A lefolyástalan medencék, vagy más néven belső lefolyású vízgyűjtő területek olyan zárt hidrológiai területek, amelyek megtartják a vizet és nincs kifolyásuk más vizekhez (folyó, tenger).
A vízgyűjtő területekről a víz általában kifolyik, és végül a világóceánba jut. A lefolyástalan medencékből a víz csak párolgás vagy szivárgás formájában tud távozni. A lefolyástalan medencékben kialakuló tavak sok esetben sós vizűek.
A lefolyástalan tavak közé tartoznak a Föld legnagyobb tavai, például az Aral-tó vagy a Kaszpi-tenger.

## Lefolyástalan tavak
A lefolyástalan tavak rendszerint távol vannak az óceánoktól, vagy egy nagy vízválasztó hegység szigeteli el őket a világtengertől. A víz nem tud kifolyni a tengerbe, összegyűlik egy mély ponton, nem ritka különböző ásványi sók magas koncentrációja. Idővel átalakulhat sós tóvá az erózió és a párolgás miatt.
A lefolyástalan tavak jóval érzékenyebbek a környezeti szennyezésekre, mint kifolyással rendelkező társaik, mivel az odakerülő szennyezések nem tudnak eltávozni a területről.

## Előfordulás
A lefolyástalan területek bármelyik klímán előfordulhatnak, sivatagi területeken gyakoribbak. Az erózió vájhat egy vízelvezető utat az elzárt tó és a tenger közé, ha nagy mennyiségű esővíz duzzasztja a tavat; valószínűleg ez történt a Fekete-tenger esetében is, mielőtt kapcsolódott a Földközi tengerhez a Boszporuszon keresztül.
Mivel nincs kifolyás, tisztulás, az ásványi sók, és más szennyező elemek is felgyűlhetnek a tavakban.
Ausztráliában a legmagasabb a lefolyástalan területek részaránya (21%), az Egyesült Államokban ez 5% körül van.
A lefolyástalan medencék részesedése a Földön közel 18%. A legnagyobb ilyen területek Közép-Ázsiában találhatók. A lefolyástalan medencékben kialakulhat a sós altalaj, mely megkeményedik és alkalmas repülőterek kialakítására és más hasznosításra (például sebességi kísérletek, stb.).
Az emberi beavatkozások (gátak) is megváltoztathatják a lefolyástalan medencéket, és szennyezést okozhatnak. Alacsonyan fekvő területeken helyenként elzárt kis tavak keletkezhetnek (erre példa a Winnipeg-tó környéke).

## Képek

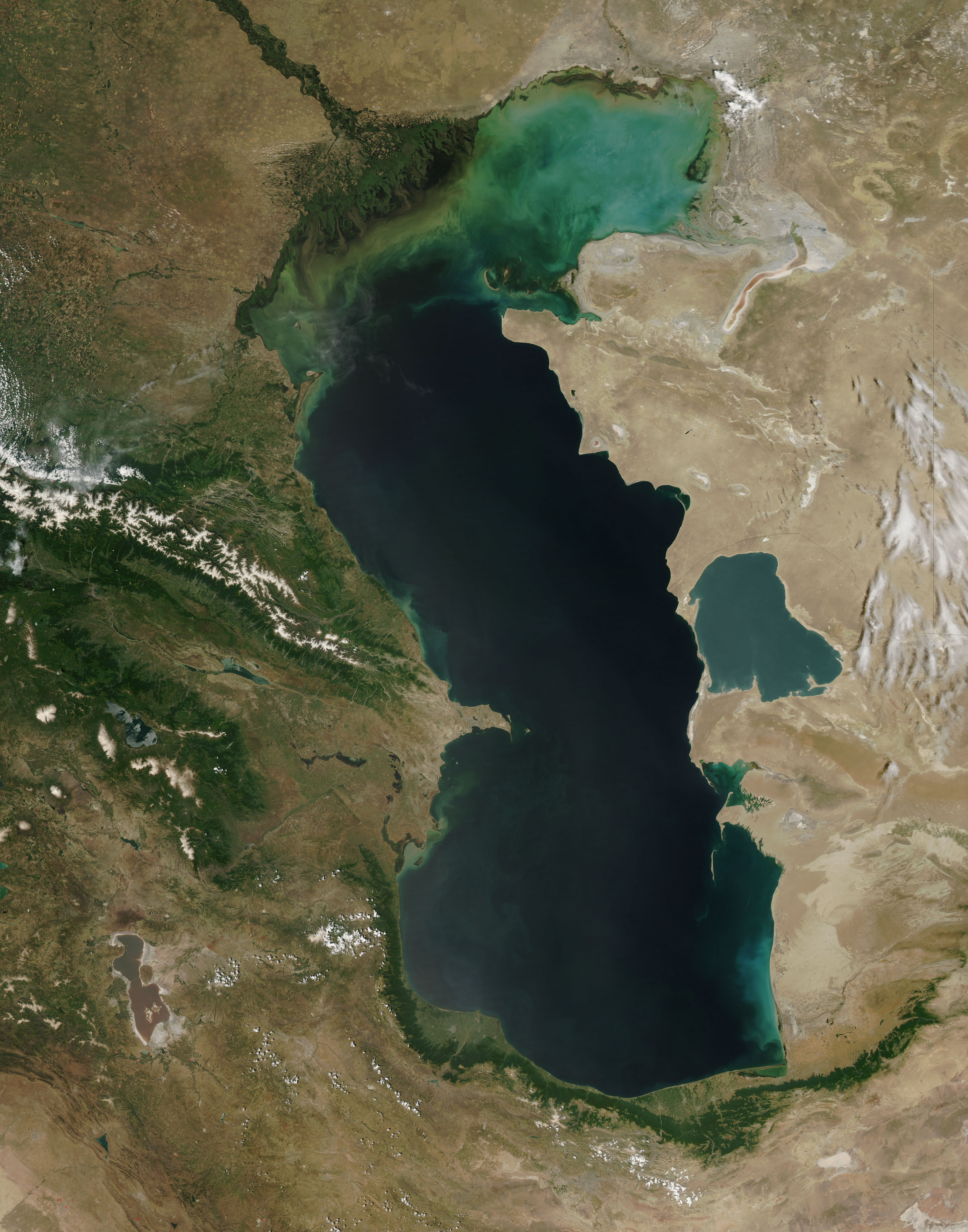
Kaszpi-tenger
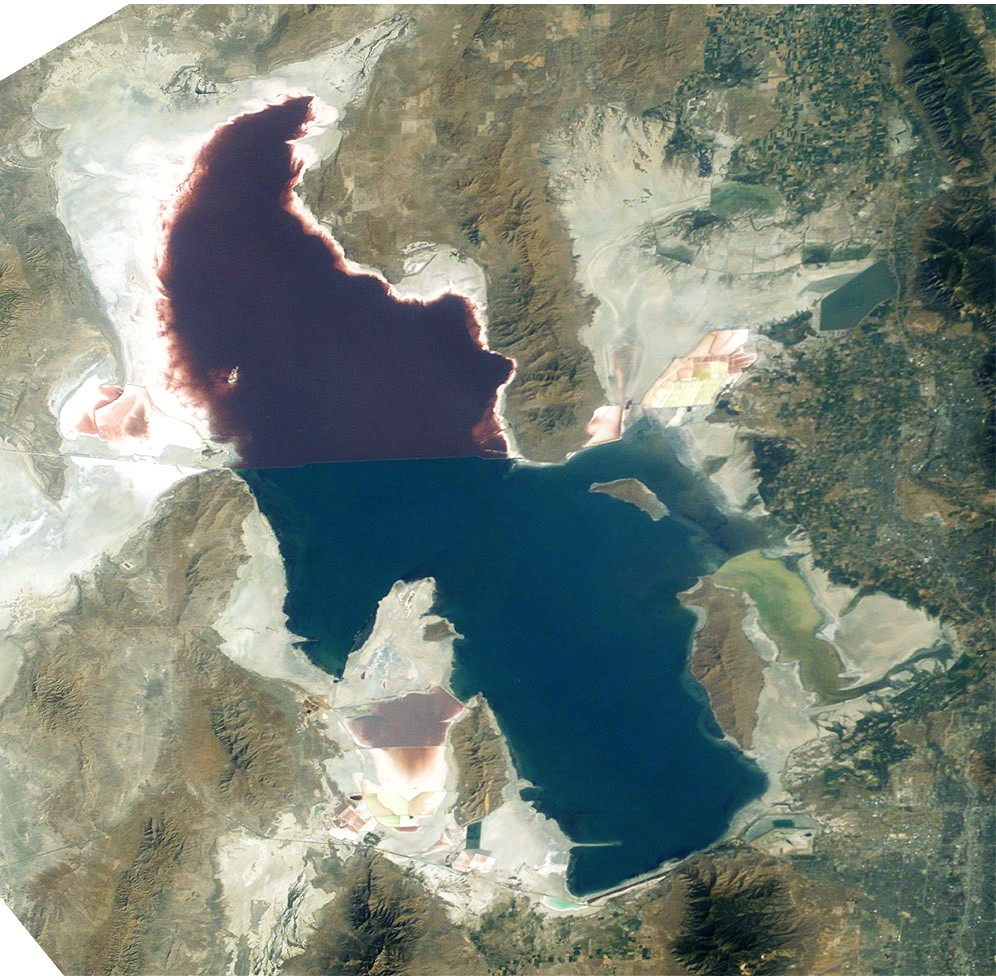
Nagy Sós-tó
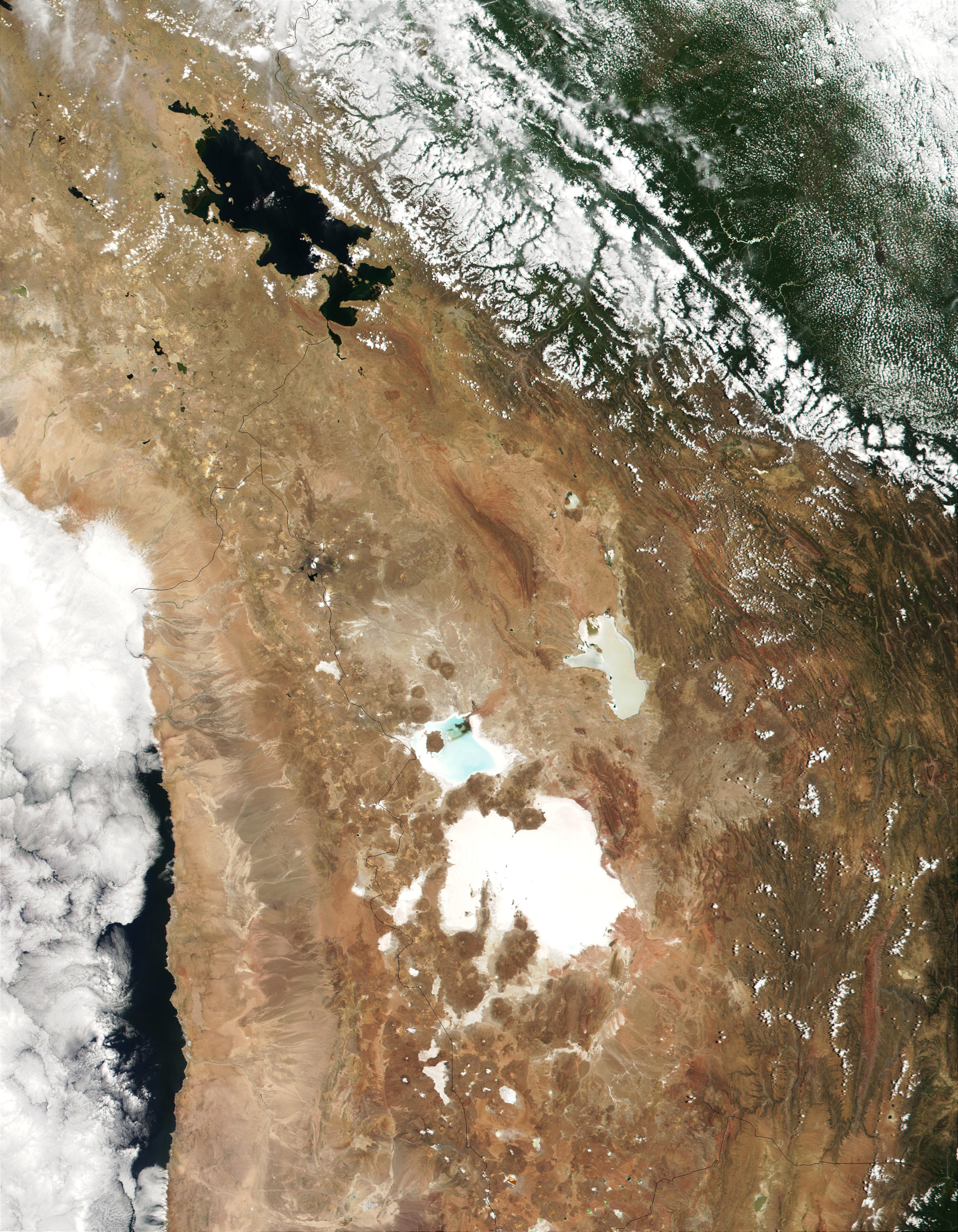
Titicaca-tó
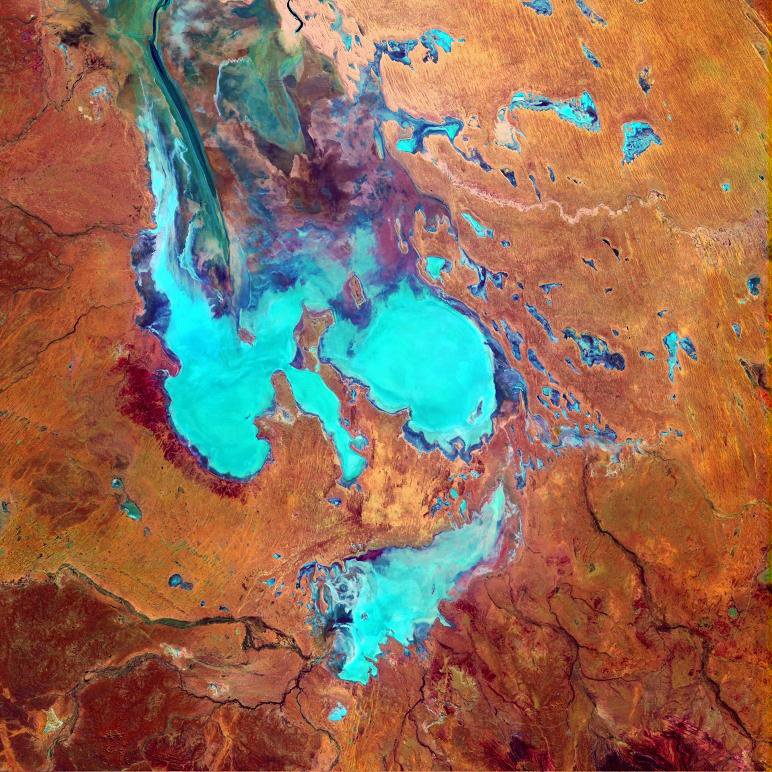
Eyre-tó

## Ismertebb lefolyástalan medencék és tavak

### Antarktisz
Az Antarktiszon a nagy jégmentes területeken található néhány lefolyástalan tó:
- Don Juan tó (Antarktisz)
- Vanda-tó
- Bonney-tó
- Hoare-tó
- Fryxell-tó

### Ázsia
Nyugat-, és közép-Ázsiában nagy lefolyástalan területek vannak. Itt több nagy kifolyás nélküli tó található.
- Kaszpi-tenger (Oroszország, Irán)
- Urmia-tó (Azerbajdzsán, Irán)
- Aral-tó (Kazahsztán)
- Balkas-tó (Kazahsztán)
- Lop-tó (Mongólia)
- Qaidam-medence (Kína)
- Sistan-medence (Afganisztán)
- Holt-tenger (Izrael, Jordánia)
- Sambhar-tó (India)
- Van-tó (Törökország)
- Sabkhat al-Jabbul-medence (Szíria)
- Birkat as-Samsz (Egyiptom)

### Ausztrália
- Eyre-tó
- Torrens-tó
- Corangamite-tó
- George-tó

### Afrika
A Szahara és a Kalahári területén kiterjedt lefolyástalan medencék találhatók.
- Csád-medence (Csád)
- Qattara-medence (Egyiptom)
- Chott Melrhir (Algéria)
- Chott el Djerid (Tunézia)
- Etosha-medence (Namíbia)
- Mweru Wantipa (Zambia)
- Afar-medence (Etiópia)

### Amerikai Egyesült Államok
- Willcox Playa (Arizona)
- Tulare-tó ) (Kalifornia)
- Buena Vista-tó (Kalifornia)
- Ördög-tó (Észak-Dakota)
- Ördög-tó (Wisconsin)
- Crater-tó (Oregon
- Nagy-medence (az USA legnagyobb egybefüggő lefolyástalan területe, számos tóval és kisebb medencével, Nevada, Oregon és Utah államokban)[5]
  - Nagy sós-tó (Utah)
  - Sevier-tó (Utah)
  - Black Rock sivatag (Nevada)
  - Pyramid-tó (Nevada)
  - Carson-medence (Nevada)
  - Walker-tó (Nevada)
  - Salton Sea (Kalifornia)
  - Death Valley (Kalifornia)
  - Abert-tó (Oregon)
  - Malheur -tó (Oregon)
  - Warner-völgy (Oregon)
  - Alvord-sivatag (Oregon)
  - Elsinor-tó (Kalifornia)

Új-Mexikóban számos lefolyástalan medence van.
Észak-Dakotában is több kisebb lefolyástalan tó található.

### Kanada
- Manitou-tó
- Old Wives-tó
- Pakowki-tó

### Közép-Amerika
- Enriquillo-tó
- Atitlán-tó
- Coatepeque-tó
- Bolsón de Mapimí-medence
- Mexikó-völgy
- Guzmán-medence

### Európa
Európában a viszonylag nedves éghajlat miatt kevesebb lefolyástalan tó van.
- Fertő (Ausztria, Magyarország)
- Trasemeno-tó (Olaszország)
- Velencei-tó (Magyarország)
- Preszpa-tó (Albánia, Görögország, Macedónia)
- Rahasane-tó (Írország)
- Laacher-tó (Németország)

### Dél-Amerika
- Titicaca-tó (Bolívia, Peru)
- Salar de Uyuni (Bolívia)
- Coipasa-tó (Bolívia)
- Poopó-tó (Bolívia)
- Carbón-laguna (Argentína)
- Valencia-tó (Venezuela)
- Salar de Atacama (Chile)

### Korábbi lefolyástalan tavak
Ezek a tavak és medencék az évmilliók során áttörték az elszigeteltséget és kapcsolatuk lett az óceánokkal:
- Fekete-tenger
- Földközi-tenger (a Messinai sókrízis során)
- Tanganyika-tó (Burundi, Kongói Demokratikus Köztársaság, Tanzánia és Zambia)
- Lahontan-tó (Amerikai Egyesült Államok)
- Bonneville-tó (Amerikai Egyesült Államok)
- Chewaucan-tó(Amerikai Egyesült Államok)
- Az Ebro és a Duero medencéi (Spanyolország)